# Arača
Arača (srbsky Арача) je zřícenina středověkého románského kostela, který se nachází mezi obcemi Novi Bečej a Novo Miloševo v Srbsku, v autonomní oblasti Vojvodina. V roce 1948 byla stavba prohlášena jako kulturní dědictví.

## Historie
Arača byla postavena kolem roku 1230 na základech staršího kostela z 11. století. V roce 1280 byl vypleněn a zničen a v roce 1370 znovu vybudován a přestavěn na příkaz královny Jelisavety Kotromanić z Anjou. Během této rekonstrukce byla přidána gotická věž, jejíž pozůstatky dodnes existují. Předpokládá se, že kostel patřil k panství, které v roce 1407 král Zikmund dal despotu Stefanovi Lazarevićovi. Později patřila despotovi Djurdjovi Brankovićovi, který jej daroval Pavlu Birinji.
V roce 1551 uspořádali Srbové v Arače shromáždění, na kterém se rozhodli připojit se k Turkům. V roce 1551 osmanští Turci kostel vypálili a od té doby nebyl nikdy znovu vystaven.
Vesnice Arača existovala ještě v 17. století. V roce 1660 přišli mniši srbského kláštera Pećského patriarchátu vybírat příspěvky. Během toho byla sepsána následující jména obyvatel, pravoslavných Srbů: hostitel Vujica (u něhož pobývali), Jovan, pop Kosta, kníže Petar a kněžna Draginja, Boža Jovin, Dmitar, Ognjan a Petar Stojanović.
Od roku 1970 do roku 1978 na kostele probíhají konzervační a restaurátorské práce. Ty byly vedeny Institutem ochrany kulturních památek v Novém Sadu a vedl je archeolog Muzea Vojvodiny v Novém Sadu Sandor Nadj. V roce 2013 byly na místě prováděny další práce, vedené Vojvodinským muzeem a Oblastním ústavem pro ochranu kulturních památek a to v rámci přeshraniční spolupráce Maďarsko-Srbsko.

## Galerie

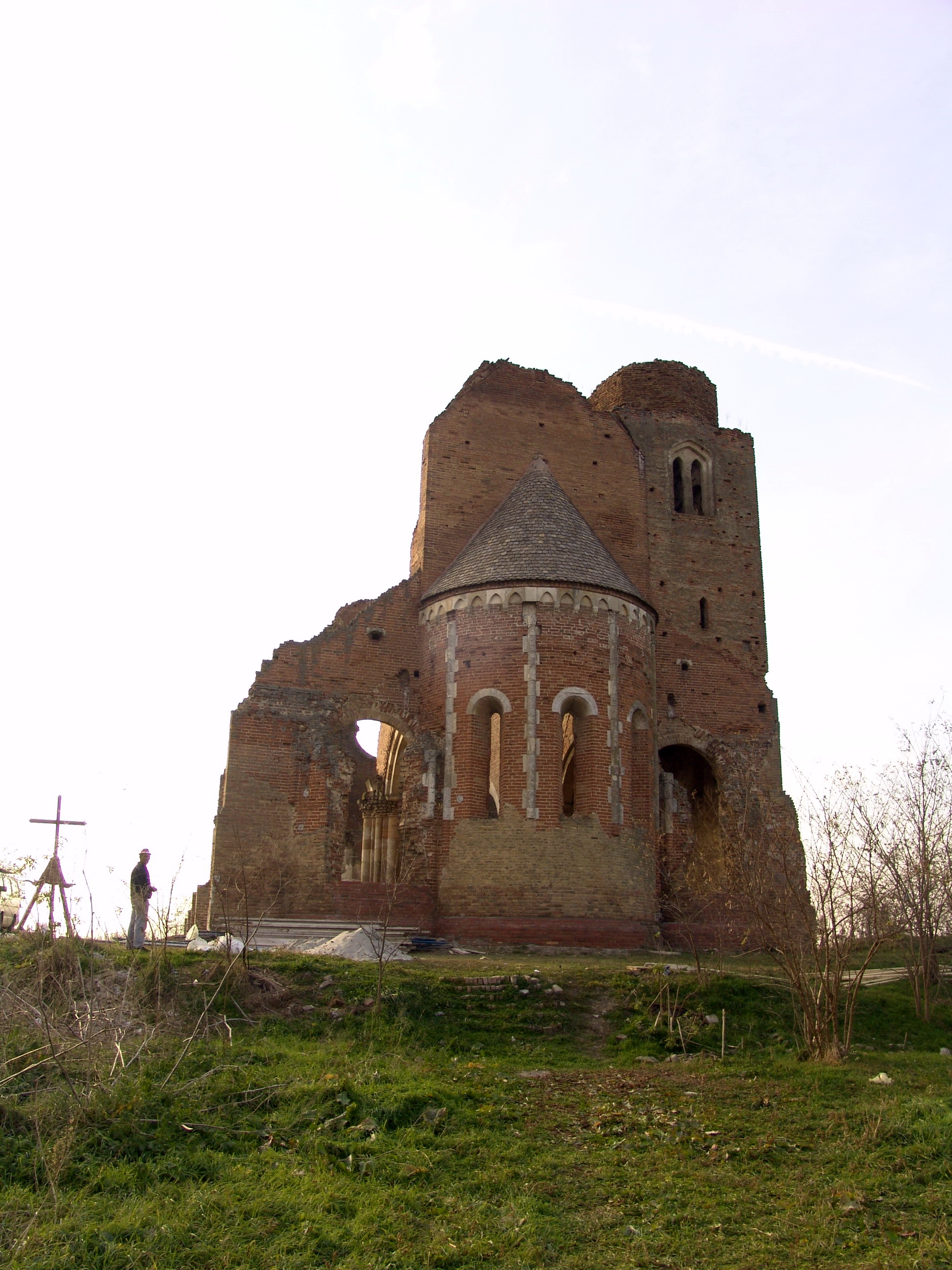
Východní strana kostela
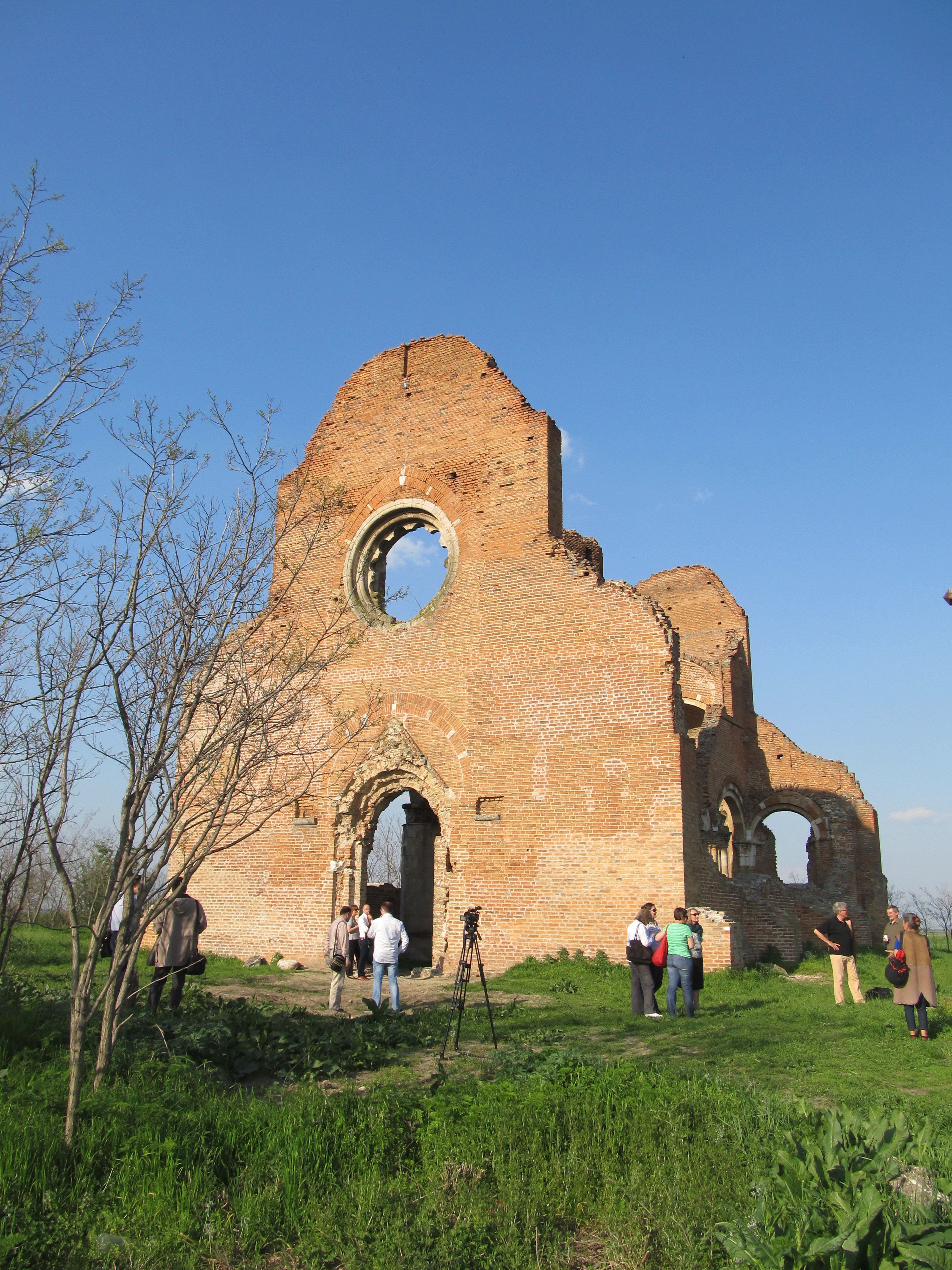
Západní strana kostela
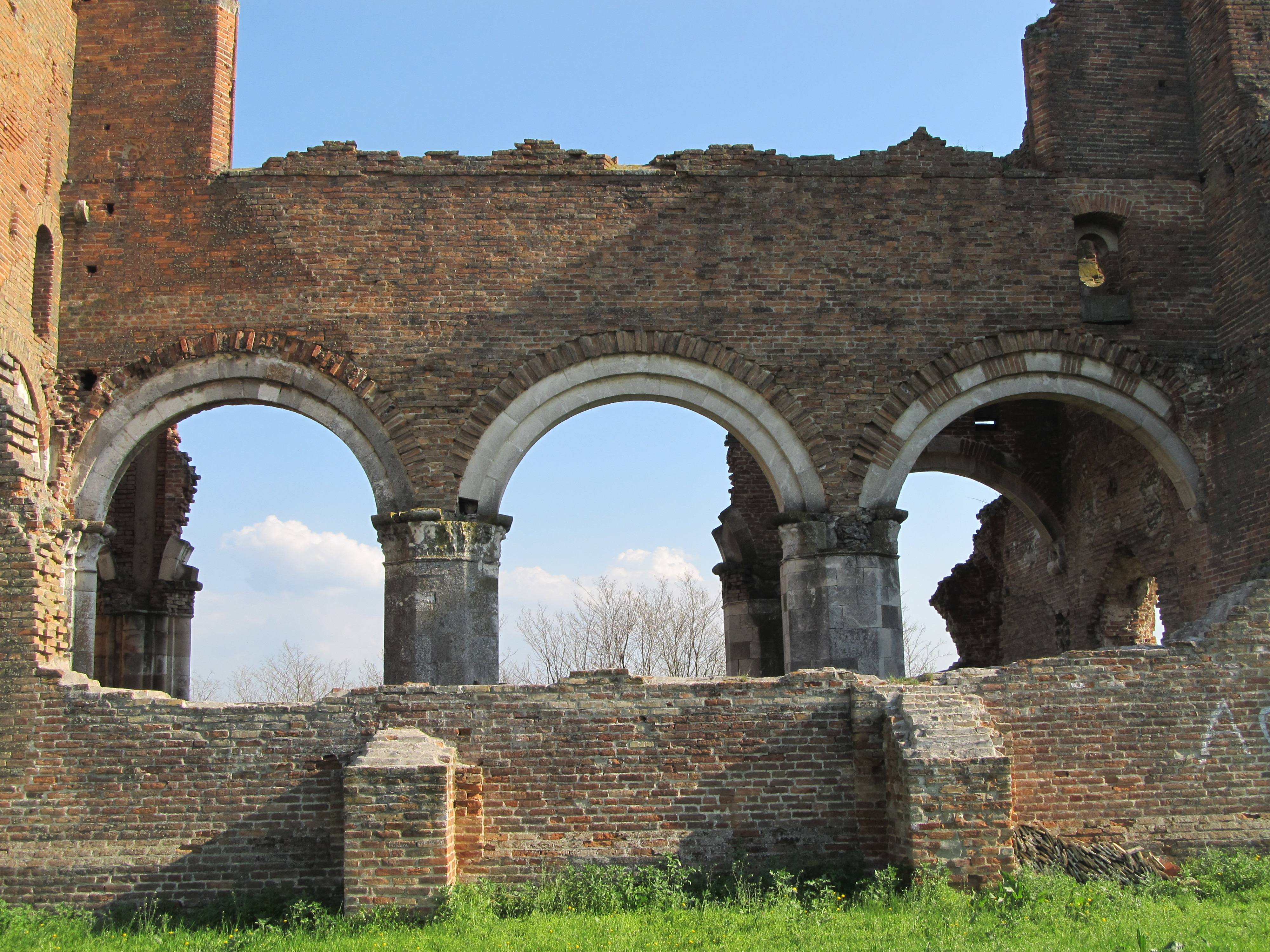
Fotografie oblouků
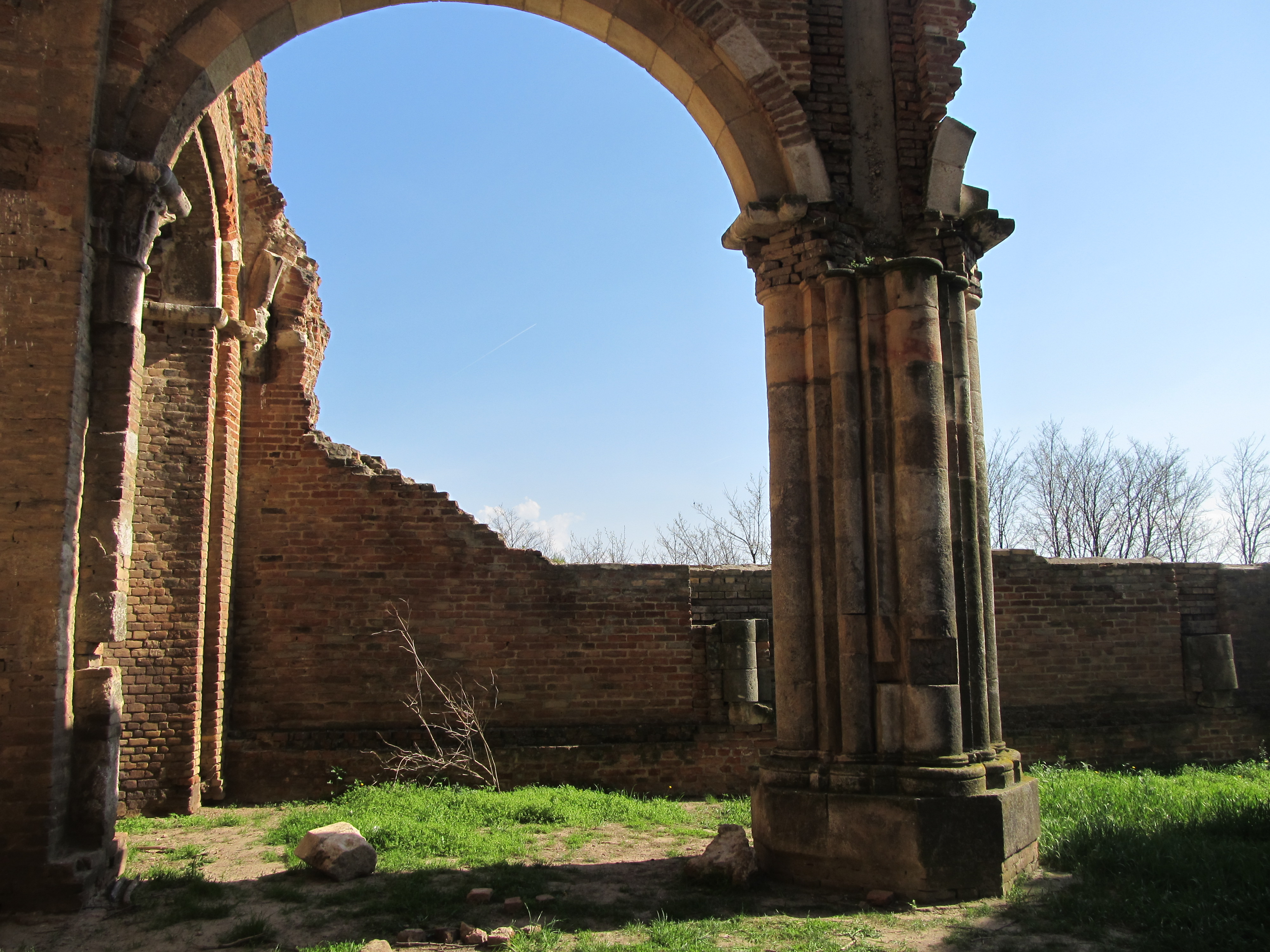
Fotografie pilířů